# Zilog Z80

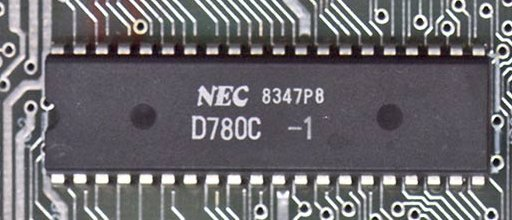
Klon mikroprocesora Z80 firmy NEC na płycie ZX Spectrum

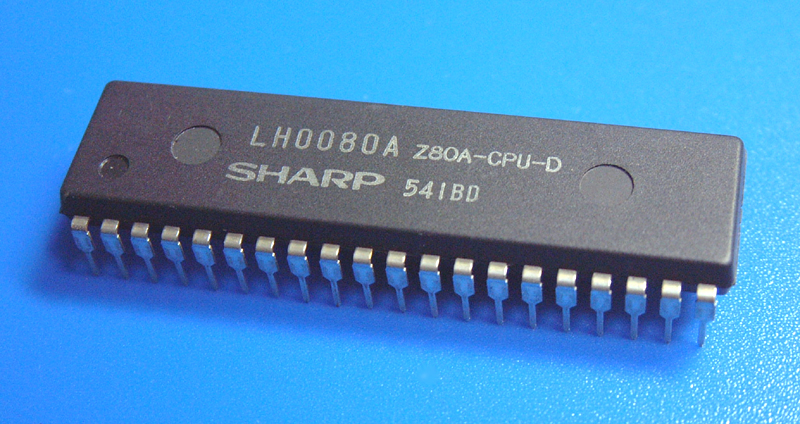
Klon Z80A firmy SHARP

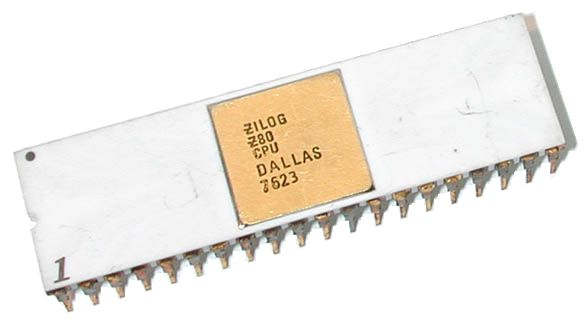
Oryginalny Z80 firmy Zilog

Schemat wyprowadzeń Z80:
A0÷A15 – jednokierunkowa trójstanowa 16-bitowa szyna adresowa służąca do adresowania zarówno pamięci, jak i portów wejścia/wyjścia,
D0÷D7 – dwukierunkowa, trójstanowa 8-bitowa szyna danych
pozostałe wyprowadzenia to sygnały sterujące pracą Z80

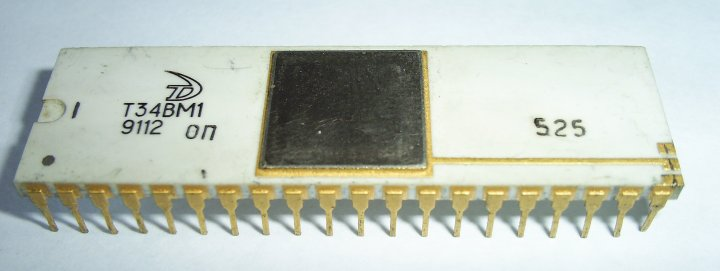
Radziecki T34BM1, klon procesora Z80

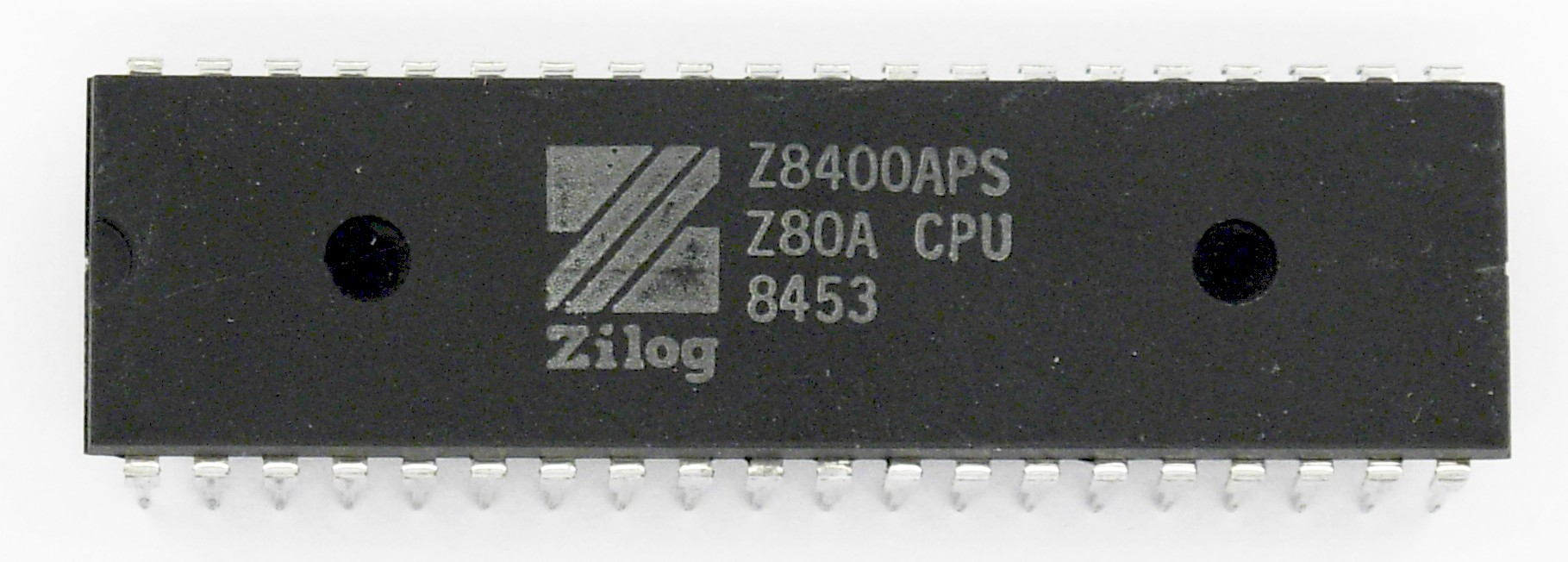
Oryginalny Zilog Z80A w 40-pinowej obudowie DIP

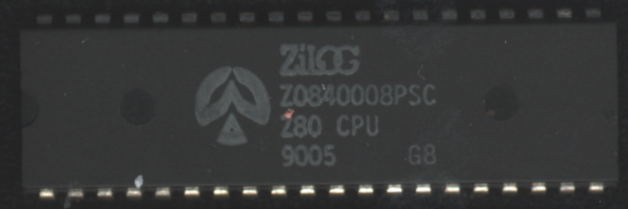
Zilog Z80 A.

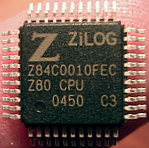
44 pinowy procesor Z80 w obudowie LQFP

Architektura Z80

Zilog Z80 – mikroprocesor opracowany w firmie ZiLOG.
Mikroprocesor Z80 powstał na fali entuzjazmu wywołanego przez mikroprocesor Intel 8080.
Grupa pracowników Intela odeszła wówczas z firmy, by założyć własne przedsiębiorstwo o nazwie ZiLOG. W nowej firmie opracowano projekt mikroprocesora opartego na Intel 8080.
Nowy układ o nazwie Z80 wszedł do sprzedaży w lipcu 1976 roku i natychmiast zdobył rynek.
Niemałą zasługę w zyskaniu popularności odegrała w Z80 zgodność programowa z 8080 – systemy oparte na Z80 bez większych problemów mogły korzystać z bogatej bazy istniejącego już oprogramowania (w tym systemu operacyjnego CP/M).

## Charakterystyka
- 8-bitowa magistrala danych;
- 16-bitowa magistrala adresowa – możliwość zaadresowania 64 kB pamięci RAM i obszaru 64 kB przestrzeni in/out (większość rozkazów operuje na przestrzeni pamięci, stąd też pobierany jest kod i na ten obszar wskazują rejestry adresowe (w tym PC i ukryty WR), przestrzeń in/out można porównać do pamięci RAM w procesorach RISC – dozwolone są najprostsze operacje zapisu/odczytu); wybór pomiędzy RAM a przestrzenią wejścia/wyjścia dokonywany był poprzez jedną z linii sterujących procesora, jego ignorowanie powodowałoby, że przestrzeń pamięci byłaby tożsama z przestrzenią portów i/o;
- zasilanie i poziomy logiczne zgodne ze standardem TTL (z wyłączeniem zegara taktującego): zero reprezentowane napięciem w przedziale 0-0,8 V, jedynka – 2-5 V;
- dodatkowe rozkazy umożliwiały użycie nowych technik adresowania pamięci oraz przerzucania obszarów pamięci;
- wszystkie sygnały sterujące i obie magistrale dostępne wprost (bez multipleksowania);
- obudowa typu DIL 40;
- wbudowany układ odświeżania pamięci dynamicznej;
- 158 rozkazów, w tym 78 zgodnych z Intel 8080 (zachowana pełna wsteczna kompatybilność z 8080);
- bardzo duży jak dla procesora 8-bitowego zestaw rejestrów wewnętrznych ogólnego przeznaczenia wraz z zestawem alternatywnych rejestrów (np. dla wygodnej obsługi przerwań) i rejestrami indeksowymi (np. dla wygodnej implementacji tablic) – A, F, A', F', B, C, D, E, H, L, B', C', D', E', H', L', IX, IY, SP, PC, WZ, IR;
- zestaw rozkazów operujących na 16-bitowych danych (rejestry można było „sklejać” parami);
- zegar (w zależności od wersji) do 8 MHz, podstawowy cykl rozkazowy 4 takty (teoretycznie zatem do 2 MIPS).

Dodatkową zaletą użycia Z80 była możliwość skorzystania z dobrze zaprojektowanych zewnętrznych układów ściśle współpracujących z jednostką centralną:
- Z80 PIO – programowalny układ wejścia/wyjścia zawierający dwa 8-bitowe, niezależne, dwukierunkowe porty równoległe z priorytetową obsługą przerwań;
- Z80 SIO – układ zawierający dwa niezależne porty szeregowe z priorytetową obsługą przerwań;
- Z80 CTC – układ czasowy – zawierający cztery bloki, z których każdy może pracować jako licznik lub zegar z priorytetową obsługą przerwań;
- Z80 DMA – układ zarządzający transmisją danych między urządzeniami wejścia/wyjścia a pamięcią;
- Z80 DART – zubożona, tańsza wersja Z80 SIO pracująca tylko w trybie asynchronicznym;
- Z80 KIO - układ peryferyjny zawierający: cztery układy czasowe, dwa porty szeregowe, trzy dwukierunkowe porty porty równoległe oraz kontroler przerwań.  Dodatkowo firma Mostek produkowała dwa własne układy peryferyjne:
- Z80 STI (MK3801) - układ peryferyjny zawierający dwa układy licznikowe, port szeregowy oraz 8-bitowy port równoległy, którego linie mogły pełnić rolę wejść dla układu kontrolera przerwań;
- Z80 COMBO (MK3886) – układ peryferyjny zawierający: pamięć RAM (256 B), dwa układy czasowe, dwa porty szeregowe i układ kontroli przerwań.

## Komputery używające procesora Z80
- ABC80
- Amstrad CPC (w Niemczech produkowany jako Schneider CPC) z modelami 464, 472, 664, 6128
- BBC Micro (jako opcjonalny, drugi procesor)
- Bigboard
- CA80

- Cobra 1
- Commodore 128 (jako drugi procesor, główny to MOS 8502)
- Elwro 800 Junior
- Kaypro 2
- Meritum
- Mycron 1000
- Nascom
- Osborne 1
- SAM Coupé
- Sinclair ZX80
- Sinclair ZX81
- Sinclair ZX Spectrum
- Sinclair ZX Spectrum+
- Sinclair ZX Spectrum 128
- ZX Spectrum 128 +2 Amstrad
- ZX Spectrum 128 +3 Amstrad
- Tandy TRS-80
- Timex Computer 2048 (portugalska wersja ZX SPECTRUM 48K)
- Timex Sinclair 2068
- Timex Computer 2068
- Timex FDD3000
- Tiki 100
- Unipolbrit Komputer 2086
- Xerox 820
- Komputery zgodne ze standardem MSX produkowane przez takie firmy jak: Spectravideo, Philips, Sony, Sanyo, Mitsubishi, Toshiba, Hitachi, National, Canon, Casio, Pioneer, Fujitsu, General, Yamaha, Yashica-Kyocera (Japan), GoldStar, Samsung, Daewoo/Yeno (South Korea), Gradiente, Sharp/Epcom (Brazil) oraz kilka innych.
- Kalkulatory graficzne firmy Texas Instruments: TI-73x, TI-81, TI-82, TI-83x, TI-84x, TI-85, TI-86
- Nintendo Game Boy Color/Game Boy Advance
- Sega Master System, Game Gear, Sega Mega Drive

## Wykorzystanie do korzystania z zasobów Internetu
Współcześnie istnieje graficzny wielozadaniowy system operacyjny SymbOS, który umożliwia na komputerze z procesorem Z80 (np. Amstrad z rozszerzeniem M4 Wifi) korzystanie z zasobów Internetu, np. używanie klienta IRC.